# Тукция
Ту́кция (лат. Tuccia) — древнеримская весталка, предположительно жившая в III веке до н. э.
Посвящённую Тукции историю включил в свой труд «Римские древности» греческий историк Дионисий Галикарнасский (Книга II, глава 69). Согласно ему, некий человек выдвинул обвинения против весталки, но не имея возможности обосновать их угасанием огня в храме Весты, предоставил подложные свидетельства и доказательства. Суд понтификов приказал весталке защищаться, она же ответила, что делом докажет свою невиновность. Призвав на помощь богиню, она пришла к Тибру, зачерпнула воду решетом и на глазах всего городского населения донесла её до форума, где вылила к ногам понтификов. Обвинивший весталку человек не был найден «ни живым, ни мёртвым», несмотря на усиленные поиски.
Сюжет о Тукции также приводится в работах ряда римских авторов. В сочинениях I века н. э. — «Естественной истории» Плиния Старшего (книга XXVIII, глава 3) и «Facta et dicta memorabilia» Валерия Максима (книга XVII, глава 1) — говорится о чудесном спасении обвинённой в инцесте Тукции в результате помощи богини Весты. Обвинение в нарушении обета целомудрия грозило весталке смертью. Взяв в руки решето, она взмолилась богине: «Веста, если священнодействия твои я всегда исполняла чистыми руками, сделай, чтобы я зачерпнула им воды из Тибра и принесла в храм твой». Исполнив сказанное, она доказала свою невиновность. У Плиния указан год события — 609 «от основания Рима» (145 г. до н. э.). Датировка события у Тита Ливия иная: вероятно, процесс над весталкой происходил в 230 или 228 году. Посвящённая истории Рима за 240—219 годы до н. э. XX книга Ливия была утрачена. Однако запись об эпизоде с Тукцией сохранилась в периохе этой книги (кратком содержании). Характер информации, впрочем, отличается от иных источников: «Весталка Тукция осуждена за преступный блуд». Ювенал в «Сатире VI» (называемой также «Против женщин») упоминает Тукцию как одну из похотливых женщин.
Более поздние авторы — Тертуллиан и Августин — ставят под сомнение достоверность приведённого у Плиния рассказа.
К образу Тукции как к символу целомудрия обращается Петрарка в «Триумфах». Сюжет с несущей воду в решете весталкой запечатлели многие европейские художники и скульпторы, в частности, Джованни Баттиста Морони и Антонио Коррадини.
Ассоциирующееся с Тукцией сито как олицетворение девства также использовалось художниками на нескольких портретах английской «королевы-девы» Елизаветы I, написанных во второй половине XVI века.
Именем весталки назван кратер на астероиде (4) Веста.